# 마누엘라 슈베지히

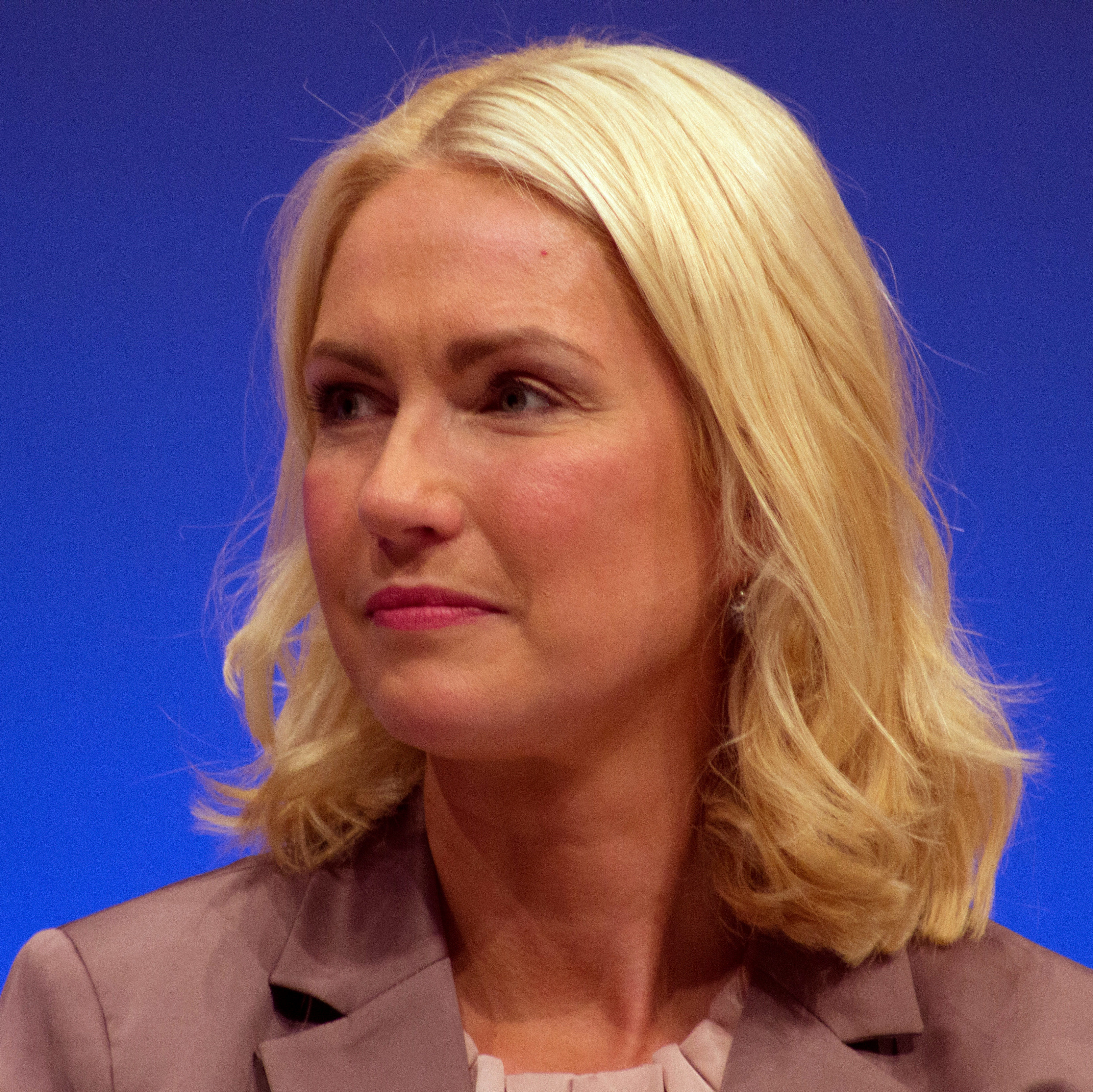
마누엘라 슈베지히

마누엘라 슈베지히(독일어: Manuela Schwesig, 1974년 5월 23일 동독 프랑크푸르트 (오데르) ~ )는 독일의 정치인이다. 소속 정당은 독일 사회민주당이다. 제3차 앙겔라 메르켈 대연정 내각에서 가정노인여성청소년부 장관을 맡았다. 2017년 7월 4일 에르빈 젤러링이 지병을 이유로 메클렌부르크포어포메른 주지사에서 물러나자 그 뒤를 이었다.